# PSR J0737-3039
PSR J0737-3039 è la prima pulsar binaria mai rilevata, scoperta nel 2003 da un team guidato dall'astrofisica italiana Marta Burgay. Si trova nella costellazione della Poppa, ad una distanza di circa 1600 anni luce dal sistema solare.
L'oggetto è simile a PSR B1913+16, scoperto nel 1974 da Joseph Hooton Taylor Jr. e Russell Alan Hulse, grazie al quale vinsero nel 1993 il Premio Nobel per la fisica.
Le due pulsar orbitano tra di loro ogni 2,4 ore.
Sotto, un prospetto del sistema.
| Proprietà            | Pulsar A           | Pulsar B           |
| -------------------- | ------------------ | ------------------ |
| Periodo di rotazione | 23 millisecondi    | 2.8 secondi        |
| Massa                | 1.337 masse solari | 1.250 masse solari |
| Periodo orbitale     | 2.4 ore            | 2.4 ore            |